# Ара Гехецик
А́ра Гехе́цик або Ара Прекрасний (вірм. Արա Գեղեցիկ) — у вірменській міфології бог, що вмирає та воскресає. Стародавній міф про Ару Гехецика та богиню Шамірам є варіантом міфів про Осіріса та Ісиду, Тамуза й Іштар, Адоніса й Астарту, що склалися, мабуть, у ІІ тисячолітті до н. е. у протовірменів Вірменського нагір'я.
В епосі Ара Гехецик виступає царем вірменської держави, Шамірам — царицею Ассирії. Шамірам, що побажала мати своїм чоловіком Ару Гехецика, який славився красою, після смерті її чоловіка Ніна, відправляє послів з дарами до Ари Гехецика, пропонуючи йому стати царем Ассирії, або, задовольнивши її пристрасть, з миром повернутися в свою країну. Розгнівана його відмовою, Шамірам йде війною на Вірменію. Своїм воєначальникам вона наказує взяти Ару Гехецика живим. Проте на полі бою він був убитий. Шамірам знаходить труп Ара Гехецика. За її наказом аралези зализують рани Ари Гехецика, і він оживає (згідно з «Історією» М. Хоренаці, Шамірам лише розпускає слух про те, що аралези воскресили Ару Гехецика).
Мабуть, міф про Ару Гехецика ліг в основу викладеного Платоном міфу про Ера: Ер був убитий в битві, але десять днів по тому його тіло було знайдено на полі битви цілим і неушкодженим. Коли на дванадцятий день при вчиненні похоронного обряду його тіло поклали на вогнище. Ер ожив і розповів про побачене ним на тому світі (Plat. R. Р., Х 614).
На честь Ари Гехецика, згідно з переказами, названо Араратську рівнину, гору Цахкеван (поблизу Єревана), друга назва якої — «Ара»; легенда про оживлення Ари Гехецика пов'язується з горбом в селі Лезк (поблизу міста Ван). Арі Гехецику присвячена картина В. Суреньянца «Шамірам біля померлого Ари Прекрасного», трагедія Н. Зарьяна «Ара Прекрасний» та ін.